# Piper cernuum
Piper cernuum är en pepparväxtart som beskrevs av Vell.. Piper cernuum ingår i släktet Piper och familjen pepparväxter.

## Underarter
Arten delas in i följande underarter:
- P. c. araguense
- P. c. biformipilum
- P. c. glabricaule
- P. c. perlongispicum